# 西坎德拉
西坎德拉（Sikandra），是印度北方邦Kanpur Dehat县的一个城镇。总人口10884（2001年）。

## 人口
该地2001年总人口10884人，其中男性5806人，女性5078人；0—6岁人口1748人，其中男951人，女797人；识字率57.79%，其中男性为63.81%，女性为50.91%。